# Episodi di Genius (seconda stagione)
La seconda stagione della serie televisiva Genius, composta da 10 episodi, è stata trasmessa negli Stati Uniti d'America dal canale via cavo National Geographic dal 24 aprile al 19 giugno 2018.
In Italia, la stagione è andata in onda sul canale satellitare National Geographic dal 10 maggio al 5 luglio 2018.
| nº | Titolo originale | Titolo italiano        | Prima TV USA   | Prima TV Italia |
| -- | ---------------- | ---------------------- | -------------- | --------------- |
| 1  | Chapter One      | Sogni giovanili        | 24 aprile 2018 | 10 maggio 2018  |
| 2  | Chapter Two      | I primi successi       | 24 aprile 2018 | 10 maggio 2018  |
| 3  | Chapter Three    | Periodo blu            | 1º maggio 2018 | 17 maggio 2018  |
| 4  | Chapter Four     | L'incontro con Matisse | 8 maggio 2018  | 24 maggio 2018  |
| 5  | Chapter Five     | La prima musa          | 15 maggio 2018 | 31 maggio 2018  |
| 6  | Chapter Six      | Il cubismo             | 22 maggio 2018 | 7 giugno 2018   |
| 7  | Chapter Seven    | Visioni politiche      | 29 maggio 2018 | 14 giugno 2018  |
| 8  | Chapter Eight    | Madame Picasso         | 5 giugno 2018  | 21 giugno 2018  |
| 9  | Chapter Nine     | Nuovi amori            | 12 giugno 2018 | 28 giugno 2018  |
| 10 | Chapter Ten      | Un addio struggente    | 19 giugno 2018 | 5 luglio 2018   |